# Carolin Pook
Carolin Pook (* 1981) ist eine deutsche Improvisationsmusikerin (Geige, Schlagzeug) und Komponistin, die sowohl im Bereich des Jazz und Pop als auch der klassischen Musik arbeitet.

## Leben und Wirken
Pook stammt aus einer Musiker-Familie; ihr Urgroßvater war der Komponist Waldemar von Bausznern (1866–1931), ihr Vater der Pianist Rainer Pook, der mehrere Jahre Assistent von Herbert von Karajan war. Sie lernte mit sechs Jahren Violine und mit zwölf Jahren Schlagzeug. Später begann sie sich mit Komposition und dem Werk von Arnold Schönberg, Gustav Mahler und Claude Debussy zu beschäftigen. Von 2000 bis 2006 studierte die Jazzvioline und Schlagzeug an der Musikhochschule Köln bei Michael Gustorff und Keith Copeland; ihr Mentor war Werner Dickel, Professor für Viola und Gründungsmitglied des Ensemble Modern, der sie an zeitgenössische Musik heranführte. In dieser Zeit entstanden Kammermusik-Aufnahmen von Komponisten wie Thomas Beimel, Dietrich Eichmann oder York Höller. Pook studierte außerdem bei Zipflo Reinhardt (2000–2002) und bei Mark Feldman (2006–2008). Nach ihrem Studienabschluss erhielt sie ein Stipendium für einen New-York-Aufenthalt, wo sie seit 2006 lebt.
Mit ihrer Formation the Pookestra kooperierte Pook mit verschiedenen Musikern wie Christof Knoche und Pascal Niggenkemper; das resultierende Album Herzkopf Dances enthält eine Tanz-Suite in vier Teilen. Pook schrieb 2011 eine Orchester-Auftragskomposition für das Roy-Hargrove-Quintett und die Deutsche Radio-Philharmonie und 2012 ein Werk für Peter Brötzmann und acht Perkussionisten. Als Musikerin und Arrangeurin arbeitete sie ferner mit Kenny Garrett, Die Fantastischen Vier und Mike Doughty. 2014 war sie Artist in Residence der Peter Kowald Gesellschaft in Wuppertal; 2015 trat sie im Duo mit Simon Rummel auf. Im Jahr 2016 wirkte sie als Improviser in Residence in Moers.

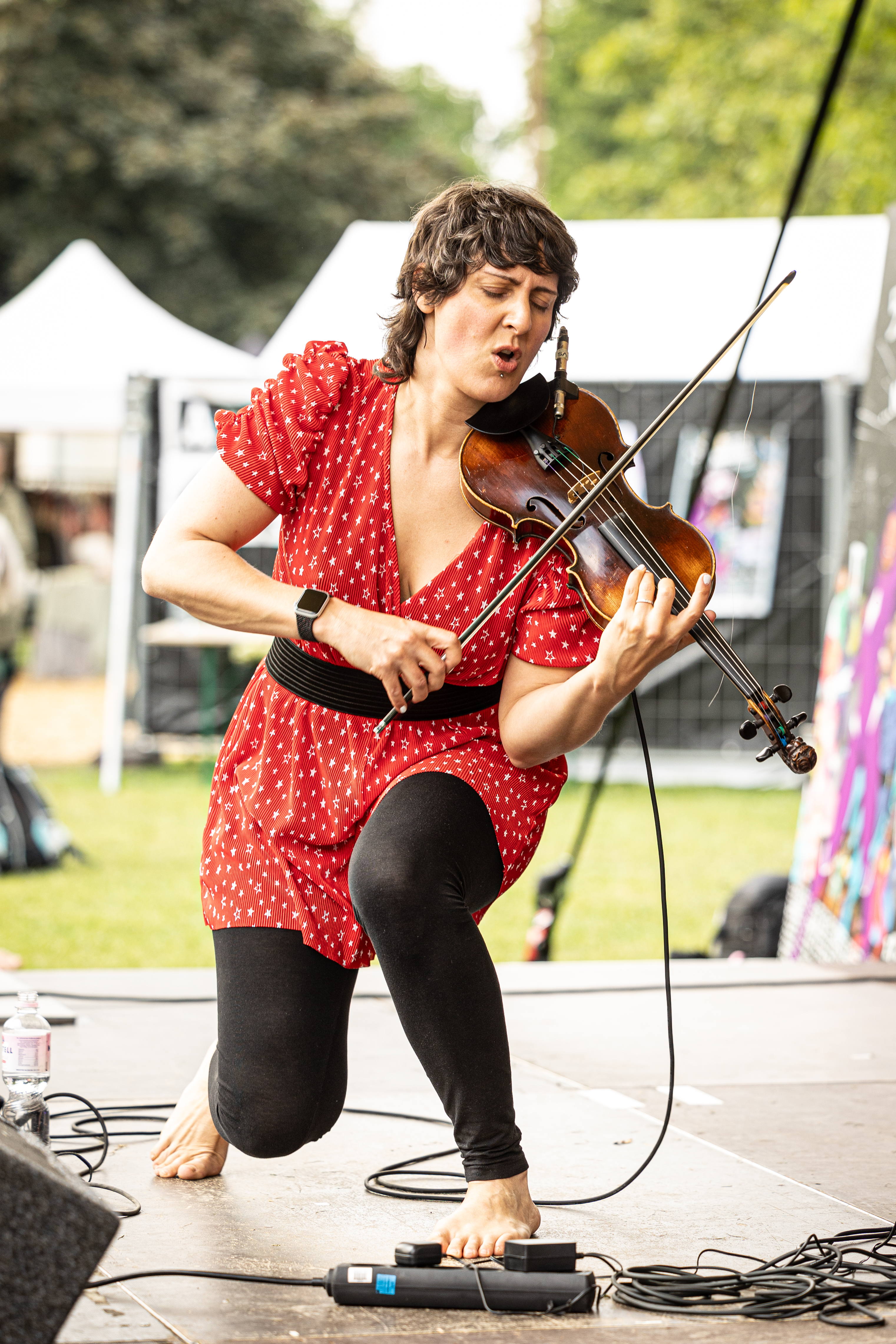
Carolin Pook (2024)

## Diskographische Hinweise
- Michael Sorg & Das Hauskonzert Ensemble mit Peggy O.: Maikäfermalen – Rilke, Ringelnatz und Jazz (Sorg Music, 2011)
- the Pookestra: Herzkopf Dances (2012, mit Werner Dickel, Brian Sanders, Christof Knoche, Pascal Niggenkemper, Craig Akin, David Mason, Caitlin Jemison, Alastair Ottesen, Mike Doughty)
- Emanuel and the Fear: The Janus Mirror (Haldern Pop Recordings, 2012)
- Kenny Garrett: Pushing the World Away (Mack Avenue Records, 2013)
- Scott Fields Ensemble: Sand (Relative Pitch Records, 2023)